# Blepharocalyx
Blepharocalyx (лат.) — род цветковых растений семейства Миртовые (Myrtaceae), произрастающих в Южной Америке.
Род состоит из 4-х видов:
- Blepharocalyx cruckshanksii (Hook. & Arn.) Nied.
- Blepharocalyx eggersii (Kiaersk.) Landrum
- Blepharocalyx myriophyllus Morais & Sobral
- Blepharocalyx salicifolius (Kunth) O.Berg